# Etmopterus gracilispinis
Etmopterus gracilispinis е вид акула от семейство Светещи акули (Etmopteridae). Видът не е застрашен от изчезване.

## Разпространение и местообитание
Разпространен е в Аржентина (Буенос Айрес, Рио Негро и Чубут), Бразилия (Парана, Рио Гранди до Сул, Санта Катарина и Сао Пауло), САЩ (Вирджиния, Делауеър, Джорджия, Луизиана, Мериленд, Ню Джърси, Северна Каролина, Тексас, Флорида и Южна Каролина), Суринам, Уругвай и Южна Африка (Източен Кейп и Квазулу-Натал).
Обитава океани и морета в райони с умерен и субтропичен климат. Среща се на дълбочина от 146 до 1000 m, при температура на водата от 3,9 до 18,5 °C и соленост 34,3 – 36,3 ‰.

## Описание
На дължина достигат до 33 cm.